# هيليز لاين
هيليز لاين (بالإنجليزية: Hillis Layne)‏ هو لاعب كرة قاعدة أمريكي، ولد في 23 فبراير 1918 في يتويل في الولايات المتحدة، وتوفي في 12 يناير 2010 في سيجنال ماونتن في الولايات المتحدة.